# (37606) 1992 RX4
1992 RX4 (asteroide 37606) é um asteroide da cintura principal. Possui uma excentricidade de 0.24959560 e uma inclinação de 4.04920º.
Este asteroide foi descoberto no dia 2 de setembro de 1992 por Eric Walter Elst em La Silla.